# Doppelsichtig
Ein innerer Planet (Venus, Merkur) ist doppelsichtig, wenn er mit freiem Auge sowohl in der hellen Morgen- wie in der hellen Abenddämmerung zu sehen ist. Dies kommt nur alle paar Jahre vor, wenn der Planet in seine Untere Konjunktion kommt (d. h. zwischen Sonne und Erde durchzieht), aber weit nördlich der Sonne; für eine Beobachtung von der Südhalbkugel der Erde aus ist entsprechend eine sehr südliche Position nötig. Dann geht er für einige Tage sowohl knapp nach ihr unter als auch knapp vor ihr auf.
Diese Konstellation hängt mit der deutlichen Bahnneigung der beiden Planeten relativ zur Ekliptik (Ebene der Erdbahn) zusammen. Die Venus hat eine Bahnneigung von 3,4 Grad, Merkur von 7°. Weil aber beide Planeten bei ihrer unteren Konjunktion der Erde relativ nahe kommen, kann dabei ihr scheinbarer nördlicher Winkelabstand auf fast 8° anwachsen. Dadurch gehen sie trotz Annäherung an die Sonne um fast ½ Stunde vor ihr auf und nach ihr unter.
Zuletzt hatte Venus eine solche Konstellation Ende März 2017. Diese Doppelsichtigkeit war aber nur bei sehr klarem Himmel -- und daher nicht in Stadtnähe -- realisierbar.